# Cenei
Cenei (in ungherese Csene, in tedesco Tschene, in serbo Ченеј?, Čenej) è un comune della Romania di 2808 abitanti, ubicato nel distretto di Timiș, nella regione storica del Banato. 
Il comune è formato dall'unione di 2 villaggi: Bobda e Cenei.
Nel 2004 si è staccato da Cenei il villaggio di Checea, andato a formare un comune autonomo.
Cenei ha dato i natali al pittore Ștefan Jäger (1877-1962)
Nei pressi della cittadisa sorge un grande lago chiamato Ceneiijslag, in italiano Lago di Cenei.
Cenei è gemellato dal 2002 con Bresenara di Gazzo Veronese.